# Jan Bromander
Johan (Jan) Peter Bromander, född 21 december 1748 i Vadstena, död 4 mars 1817, var en svensk grosshandlare verksam i Göteborg. Bromander invaldes som ledamot nr 79 av Kungliga Musikaliska Akademien den 4 april 1781.